# August Witkowski

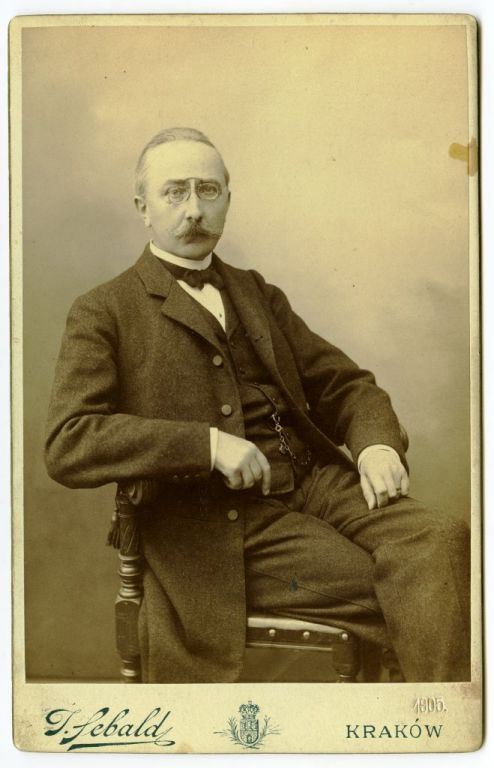
August Witkowski 1905

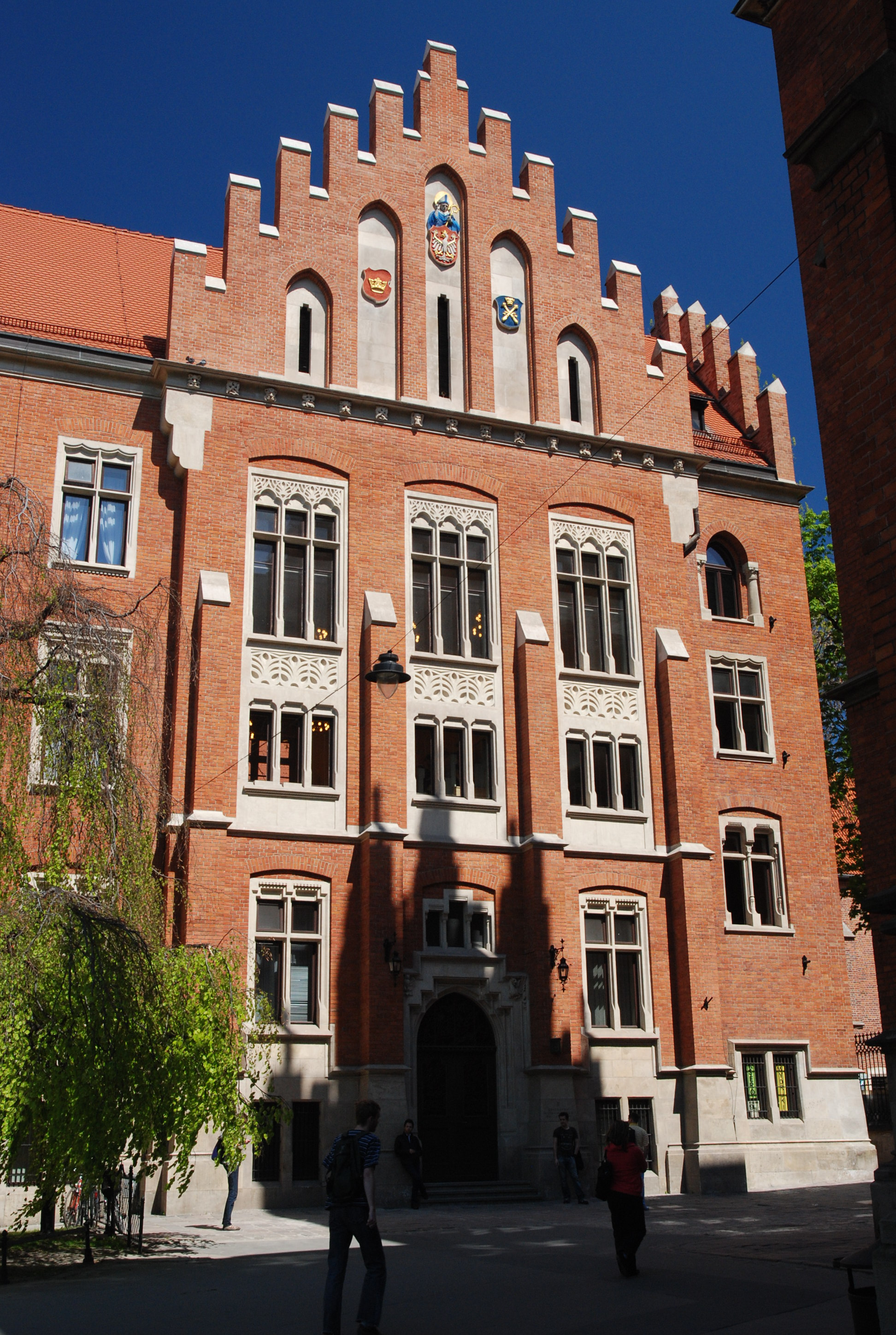
Witkowski Collegium

August Wiktor Witkowski (* 12. Oktober 1854 in Brody; † 12. Januar 1913 in Krakau) war ein polnischer Experimentalphysiker. Er richtete 1912 nach jahrelangem Bemühen das erste moderne Physiklabor in Polen an der Jagiellonen-Universität in Krakau ein, wo er auch 1910/11 Rektor war.

## Biografie
Witkowski war der Sohn eines Bankkaufmanns, ging in Brody und Lemberg zur Schule und studierte an der Technischen Universität in Lemberg, wonach er als Geodät und Lehrer arbeitete. Er ging mit einem Stipendium nach Berlin zu Gustav Kirchhoff und England zu William Thomson. 1881 war er wieder in Polen, habilitierte sich und wurde 1884 Professor in Lemberg. 1888 wurde er Professor in Krakau als Nachfolger des im selben Jahr verstorbenen Zygmunt Wróblewski.
Als Physiker gewann er internationales Ansehen und befasste sich mit Thermodynamik von Gasen (besonders Kondensation von Gasen, thermodynamische Eigenschaften der Luft, Joule-Thomson-Effekt), elektrischer Leitung in Gasen und Elektromagnetischer Strahlung.
Das Collegium Witkowski an der Jagiellonen-Universität ist nach ihm benannt (früher Sitz der Physik, dann der Geschichtswissenschaft), sowie eine höhere Schule in Krakau und in Jarosław.
1892 wurde er Ehrendoktor der Jagiellonen-Universität und 1912 am Polytechnikum in Lemberg. 1910 erhielt er den Orden der Eisernen Krone Dritter Klasse  (jedoch ohne eine Erhebung in den Adelstand), und postum erhielt er 1936 das Kommandeurskreuz des Orden Polonia Restituta. 1893 wurde er Mitglied des Vorläufers der Polska Akademia Umiejętności.
Er schrieb ein dreibändiges Physiklehrbuch, das mehreren Generationen von polnischen Physikern zur Ausbildung diente.